# Brian Doyle
Brian John Doyle, född 18 augusti 1930 i Melbourne, död 1 juni 2008 i Melbourne, var en australisk roddare.
Doyle blev olympisk bronsmedaljör i åtta med styrman vid sommarspelen 1956 i Melbourne.